# Підбереззя (Крупський район, Хотюхівська сільська рада)
Підбереззя (біл. вёска Падбярэзьзе) — село в складі Крупського району Мінської області, Білорусь. Село підпорядковане Хотюхівській сільській раді, розташоване в східній частині області.